# جوليان فنتون
جوليان فنتون (بالإنجليزية: Julian Fenton)‏ هو طبال بريطاني، ولد في 21 مايو 1964 في مرليبون في المملكة المتحدة.